# Ђанине Ањез
Ђaнине Ањез Чавез (шп. Jeanine Áñez Chávez) боливијска је политичарка која је била вршилац дужности председника Боливије од оставке Ева Моралеса 11. новембра 2019. године до инаугурације Луиса Арсеа за председника 8. новембра 2020. године. Претходно је обављала функцију сенаторке Бенија.
Дана 10. јуна 2022. године осуђена је на десет година затвора због своје улоге у државном удару против тадашњег председника Ева Моралеса 2019. године.